# Пеньки (Ребріхинський район)
Пеньки́ (рос. Пеньки) — селище у складі Ребріхинського району Алтайського краю, Росія. Входить до складу Рожнє-Логівської сільської ради.
Стара назва — Мирний.

## Населення
Населення — 83 особи (2010; 138 у 2002).
Національний склад (станом на 2002 рік):
- росіяни — 93 %